# Palais royal de Varsovie
Le palais royal de Varsovie (en polonais : Zamek Królewski w Warszawie) était la résidence officielle des rois de Pologne à Varsovie. Détruit en 1944, il a été reconstruit pendant les années 1970.
Il se trouve dans la vieille ville (Stare Miasto), dans l'arrondissement de Śródmieście (au no 4, place du Château).

## Histoire
La construction commence au XIVe siècle par la Grande Tour et se poursuit jusqu'au XVIIe siècle. Il est détruit durant les guerres contre la Suède, puis reconstruit au XVIIIe siècle par les rois de la dynastie saxonne.

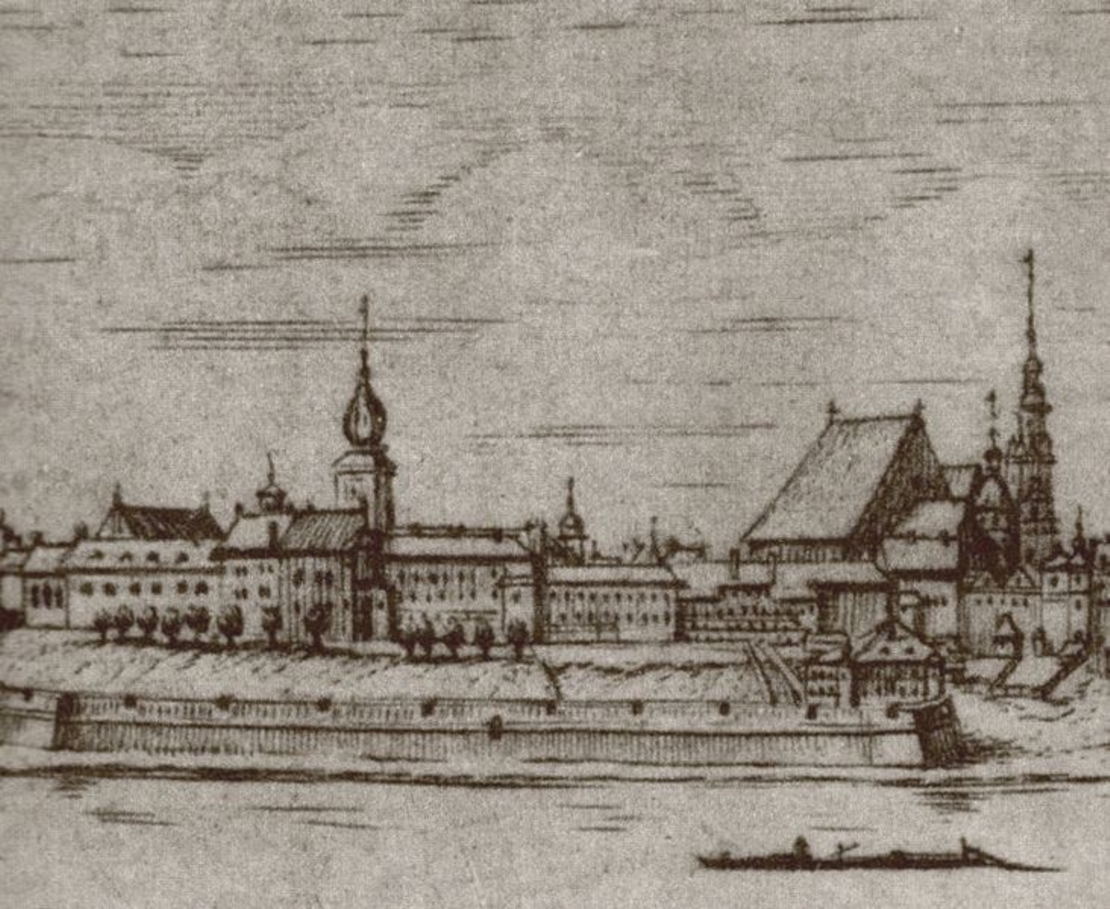
Un dessin du château du côté de la Vistule (1641)

En 1777, l'autel en bronze doré présenté au roi Stanislas Auguste Poniatowski par le pape Clément XIV a été installé dans la nouvelle chapelle du château royal, dite Chapelle saxonne (la salle de concert d'aujourd'hui).
Il héberge les appartements royaux et des bureaux de l'administration jusqu'au troisième partage de la Pologne (1795), qui met fin à l'État polonais traditionnel.
Il est ensuite la propriété du détenteur de l'autorité à Varsovie, successivement : le royaume de Prusse de 1795 à 1807, le duché de Varsovie de 1807 à 1815, le royaume de Pologne sous tutelle russe à partir de 1815.
C'est là que, le 27 novembre 1815, le tsar Alexandre, roi de Pologne, promulgue la Constitution de 1815, qui établit un régime représentatif dans le royaume. C'est aussi là que, durant le soulèvement polonais de 1830-1831, la Diète polonaise prononce (janvier 1831) la déchéance de son successeur Nicolas Ier. Après la prise de Varsovie par l'armée russe (septembre 1831), les autorités font subir au château un remaniement conséquent (destruction des salles de réunion de la Diète).
Entre 1918 et la Seconde Guerre mondiale, le château est le siège de la présidence de la république de Pologne, établie après la Première Guerre mondiale.
Il est endommagé par les bombardements allemands en 1939, durant le siège de Varsovie. Il subit de graves dégâts lors de l'insurrection de Varsovie en 1944. Les ingénieurs allemands achèvent de le démolir en septembre 1944.
Il est reconstruit dans les années 1970, sous la direction de l'archéologue Lidia Lwow-Eberle et ouvert au public à partir de 1984. De nos jours, il est utilisé pour des cérémonies officielles, comme antenne du musée national de Varsovie, exposant à leur emplacement originel des œuvres d'art qui s'y trouvaient en 1939 et qui ont pu être sauvegardées pendant la Seconde Guerre mondiale et comme lieu d'expositions.

## Expositions

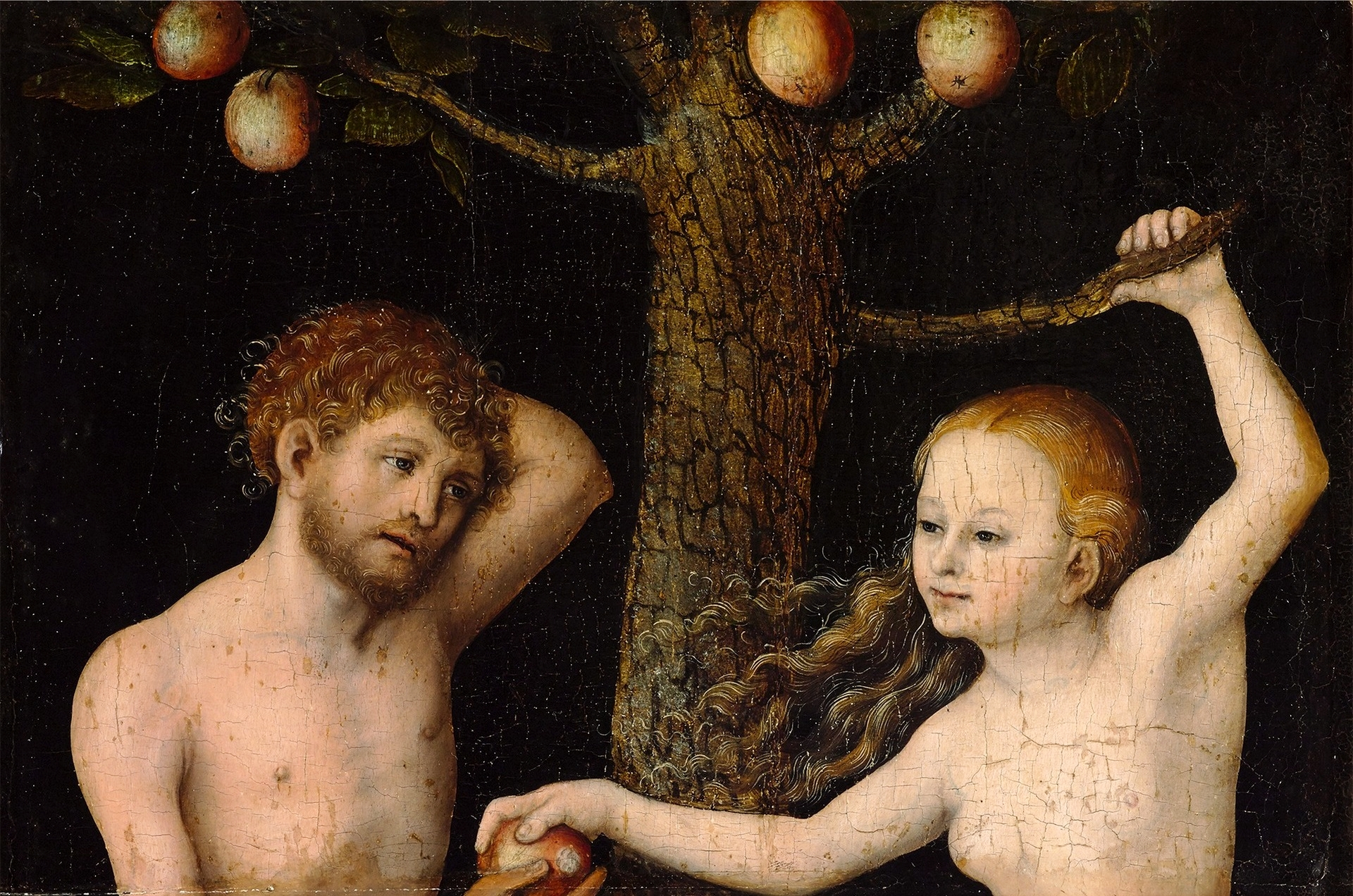
Lucas Cranach l'Ancien, Adam et Ewa (1525-1530)
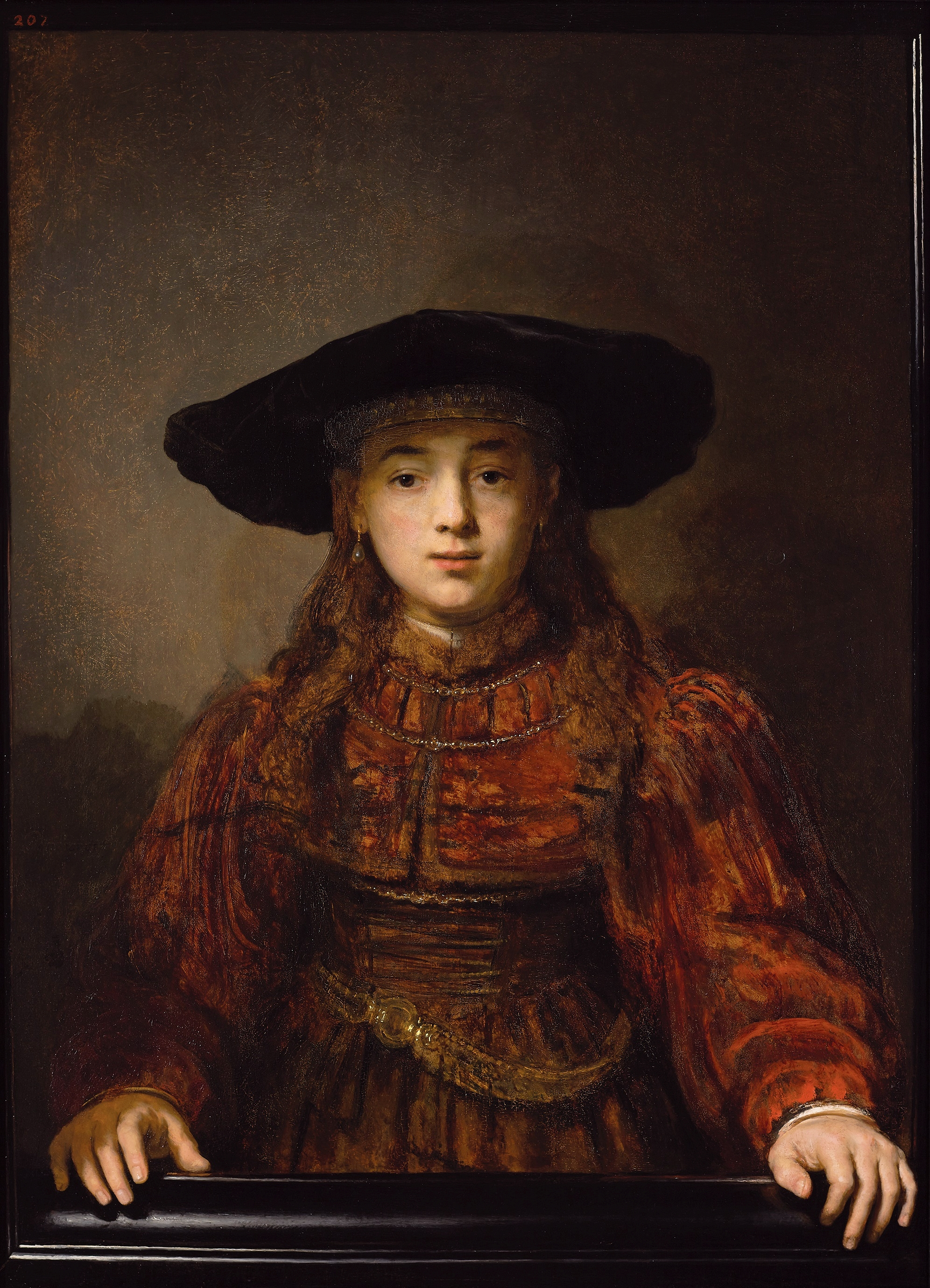
Rembrandt, La Fille dans le cadre, (1641)
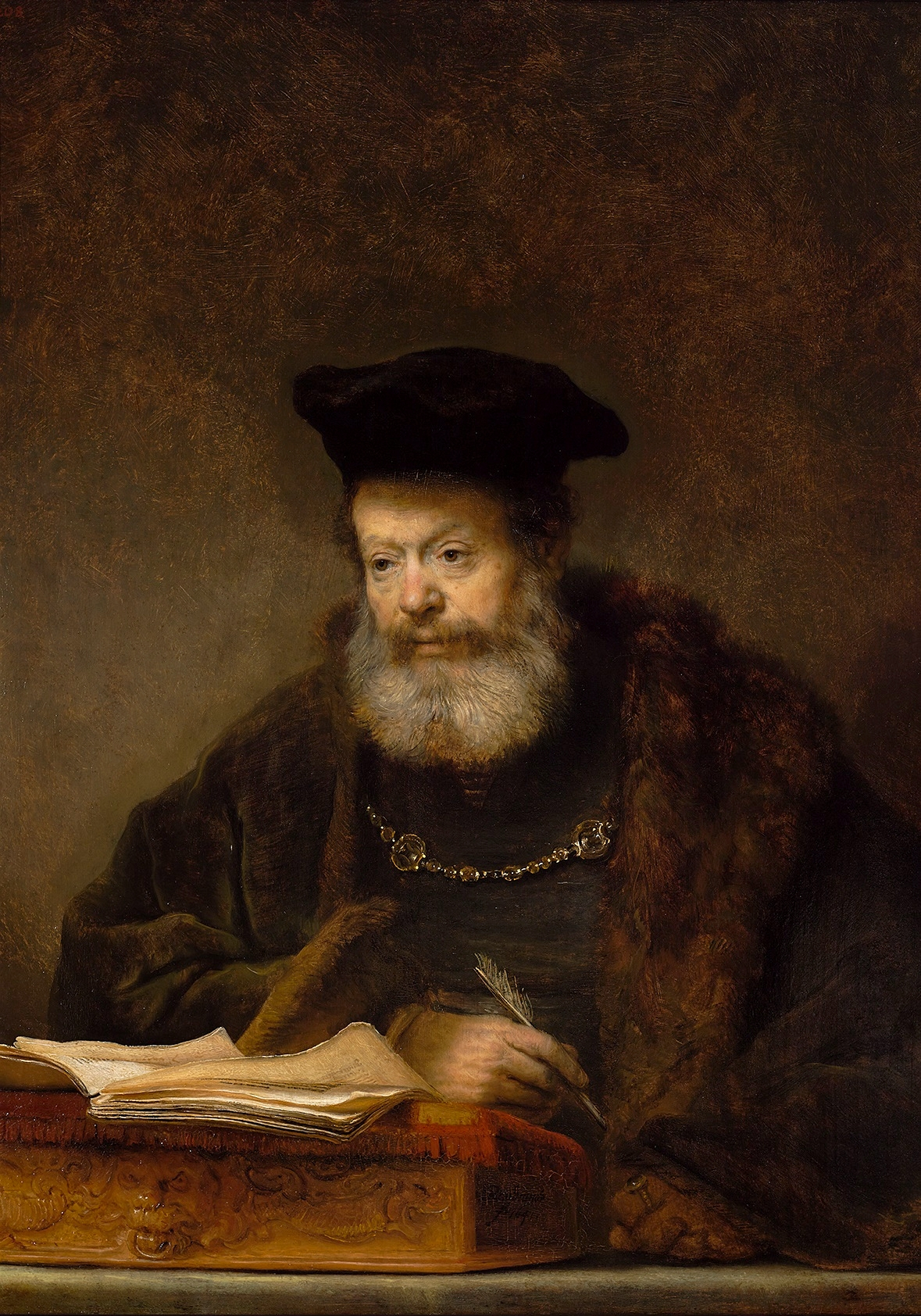
Rembrandt, L'Érudit au pupitre, (1641)
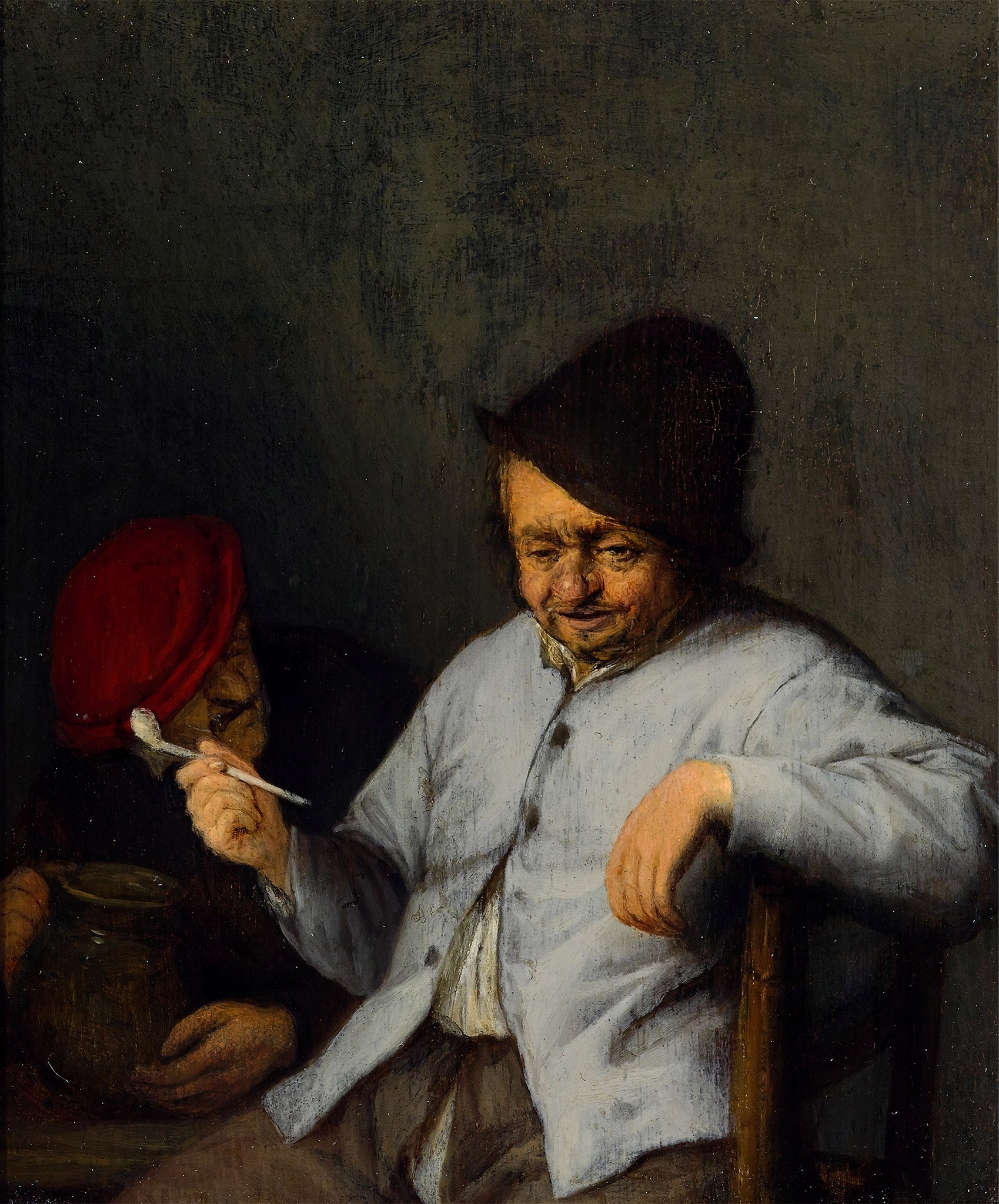
Adriaen van Ostade, Fumeur et ivrogne (1654)
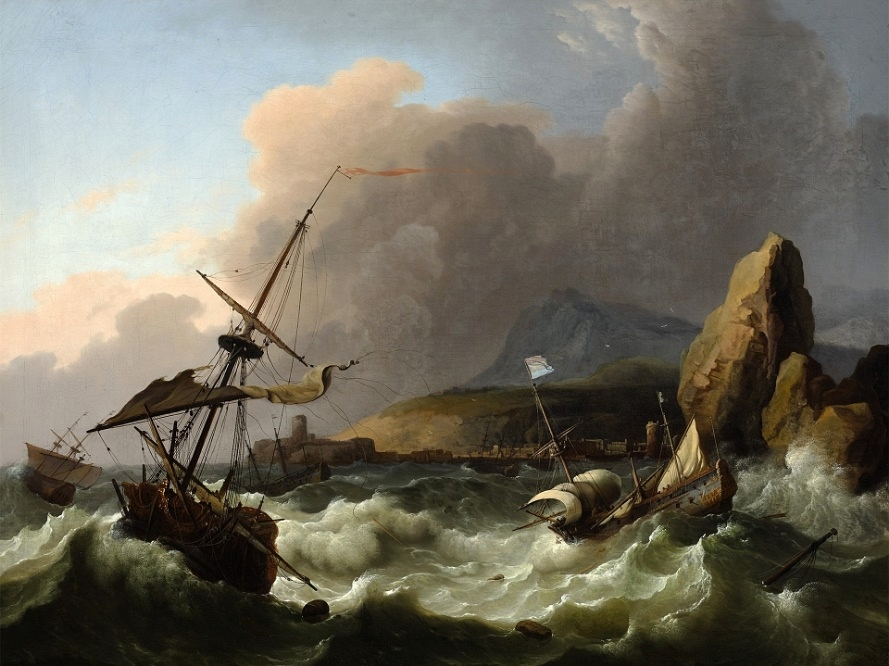
Ludolf Backhuysen, Une tempête en mer (1702)
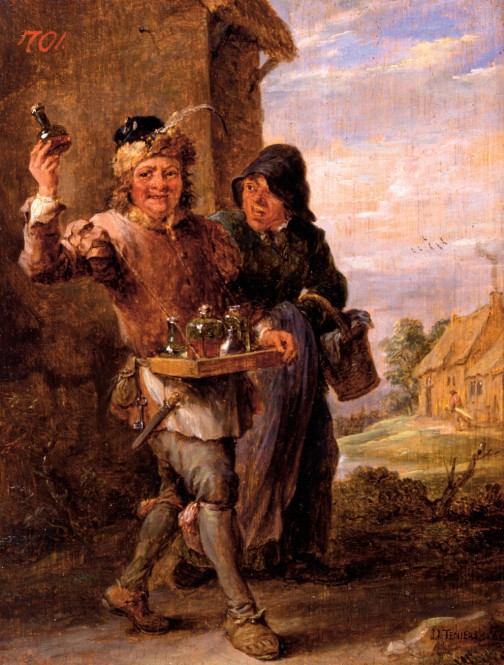
David Teniers, Un médecin de village (demi. XVIIe siècle)
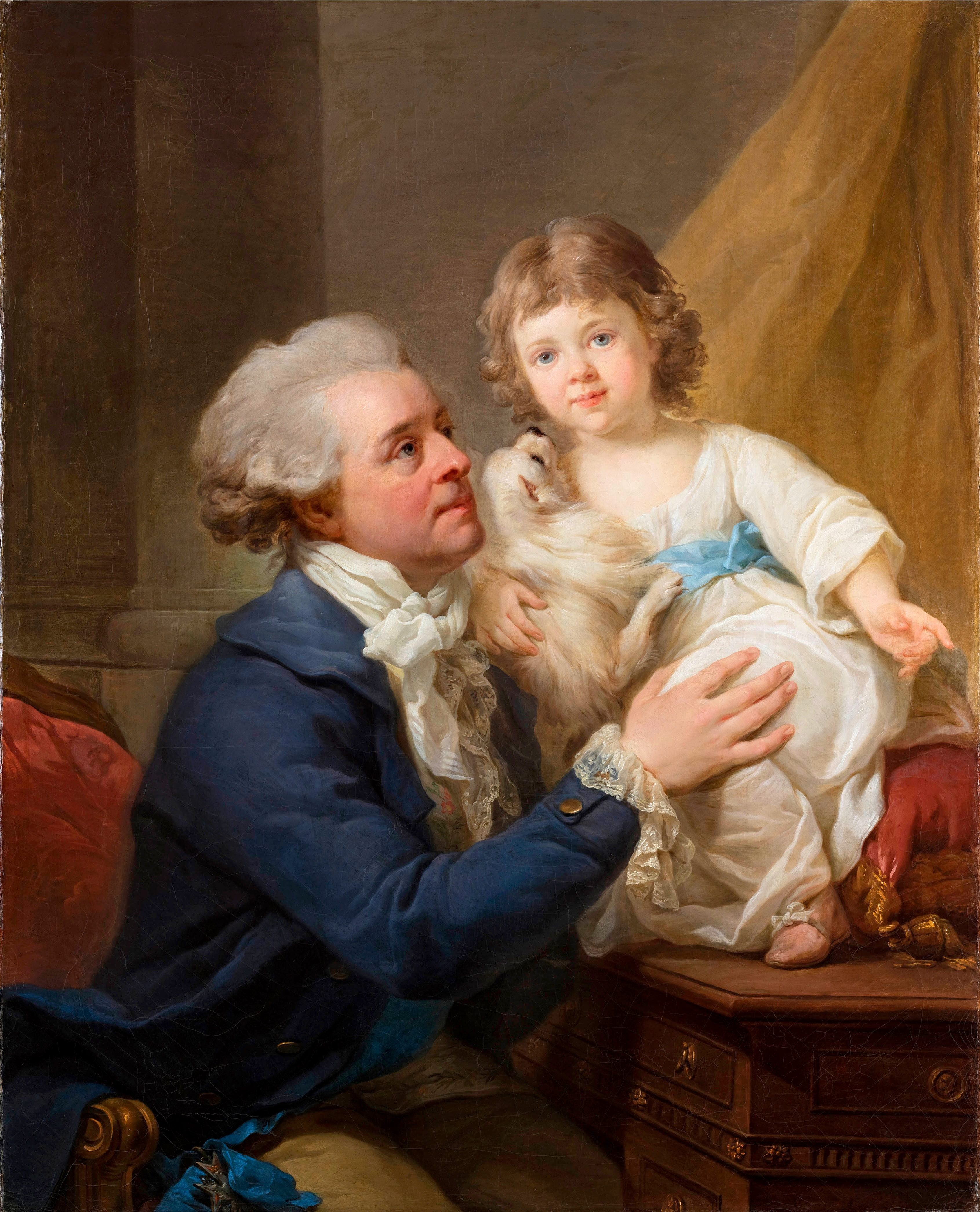
Marcello Bacciarelli, Portrait de Michel Jerzy Mniszech avec sa fille Elżbieta et son chien Kiopek (1795)
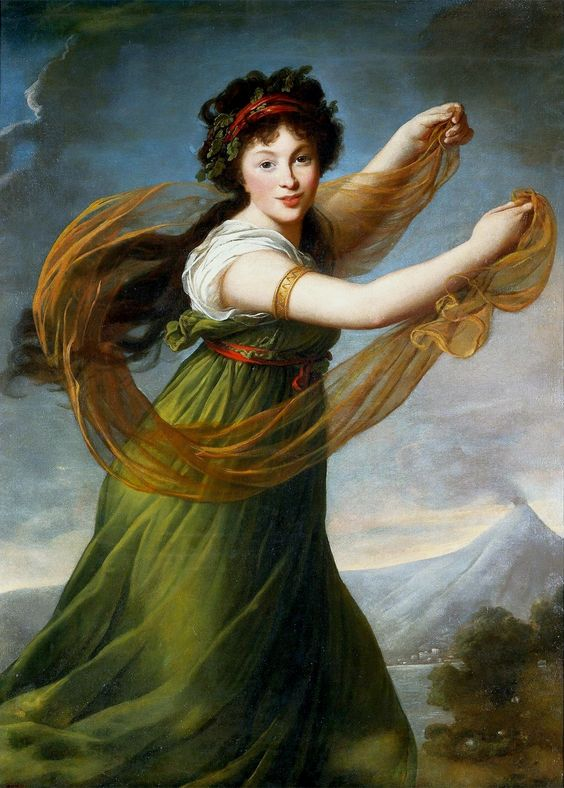
Élisabeth Vigée-Lebrun, Pelagia née Potocki Sapieżyna (1794)
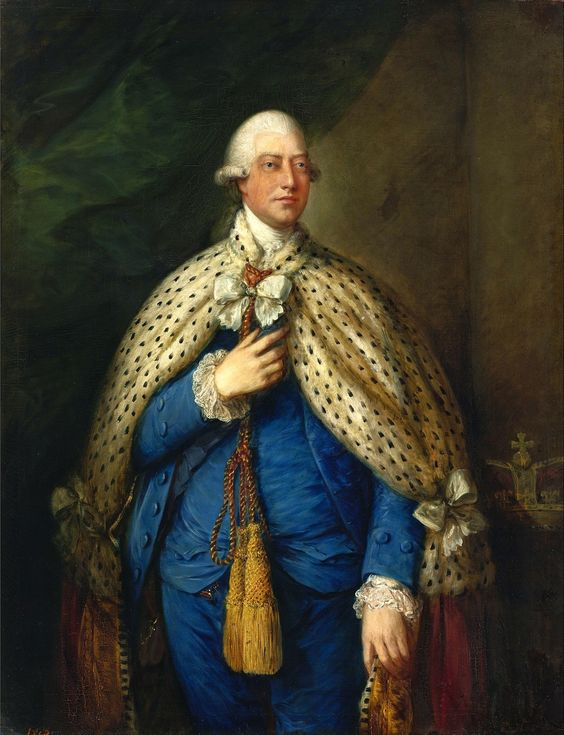
Thomas Gainsborough, Portrait de Jerzy III Hanovre en tenue parlementaire (1785)
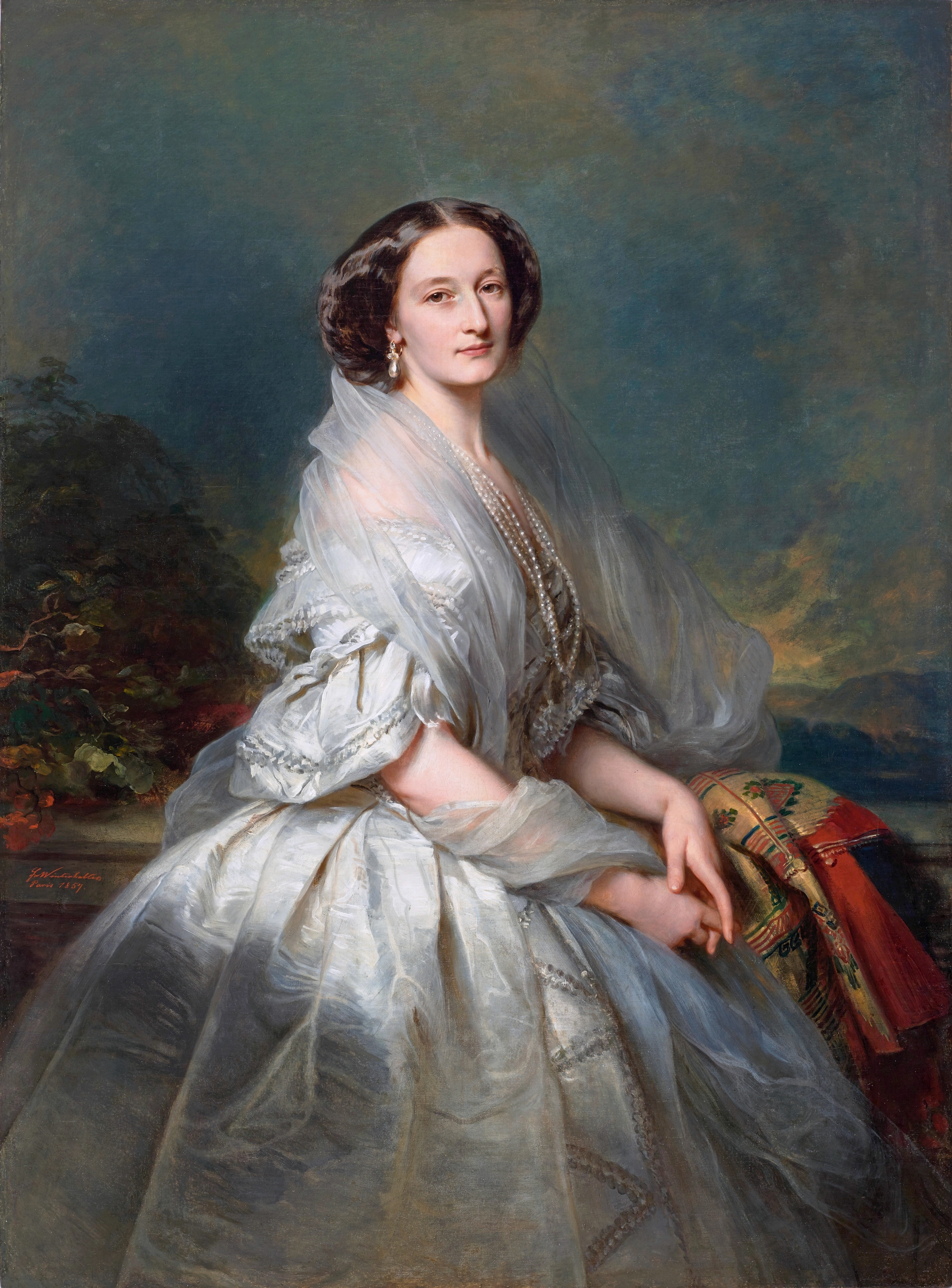
Franz Xaver Winterhalter, Portrait d'Eliza Franciszka Krasińska née Branicki (1857)
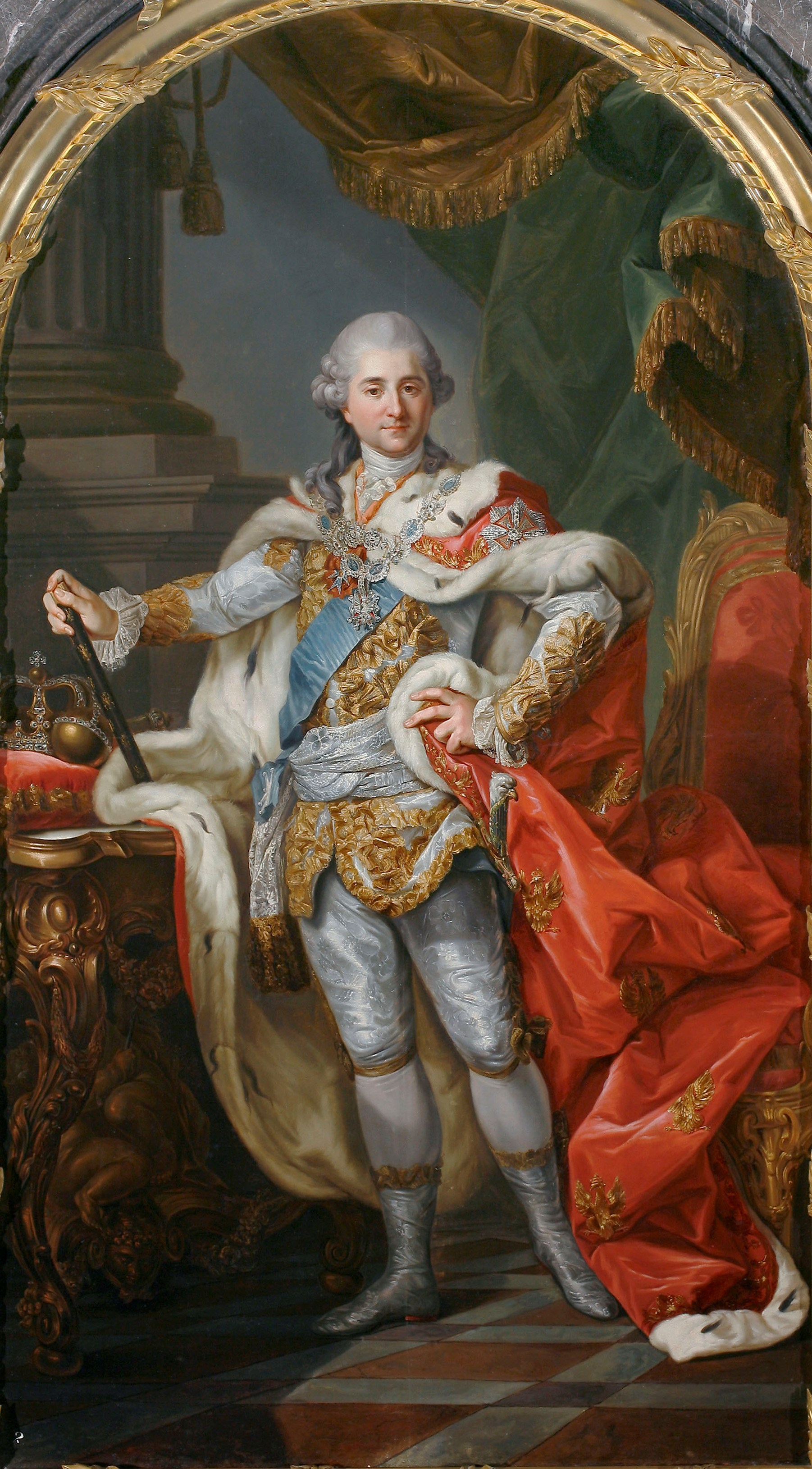
Marcello Bacciarelli, Portrait de Stanisław August Poniatowski (1764)

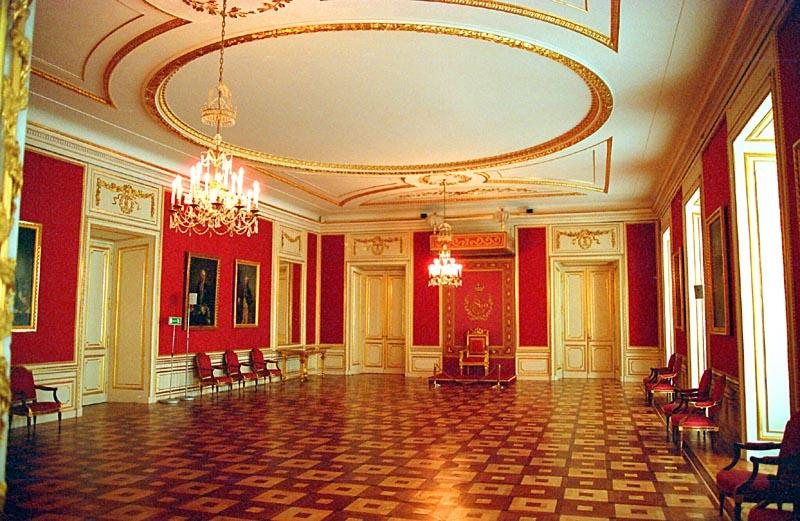
Salle du conseil
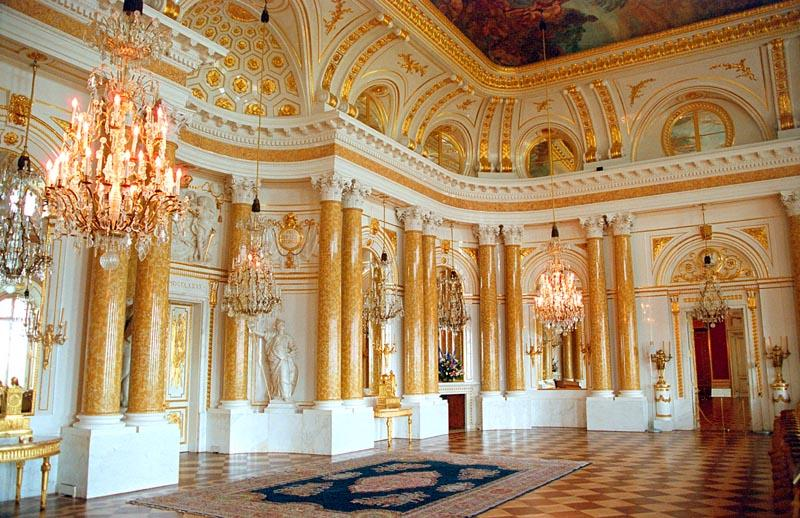
Salle de la grande assemblée
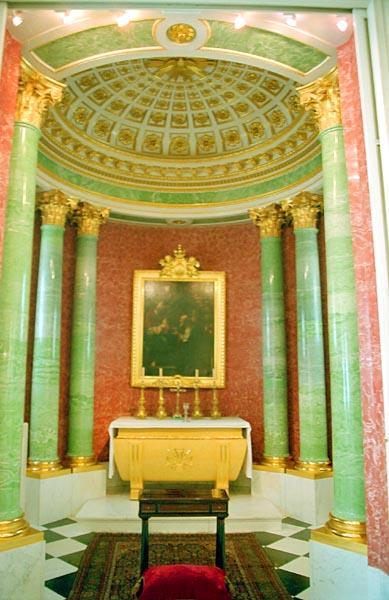
Intérieur de la chapelle
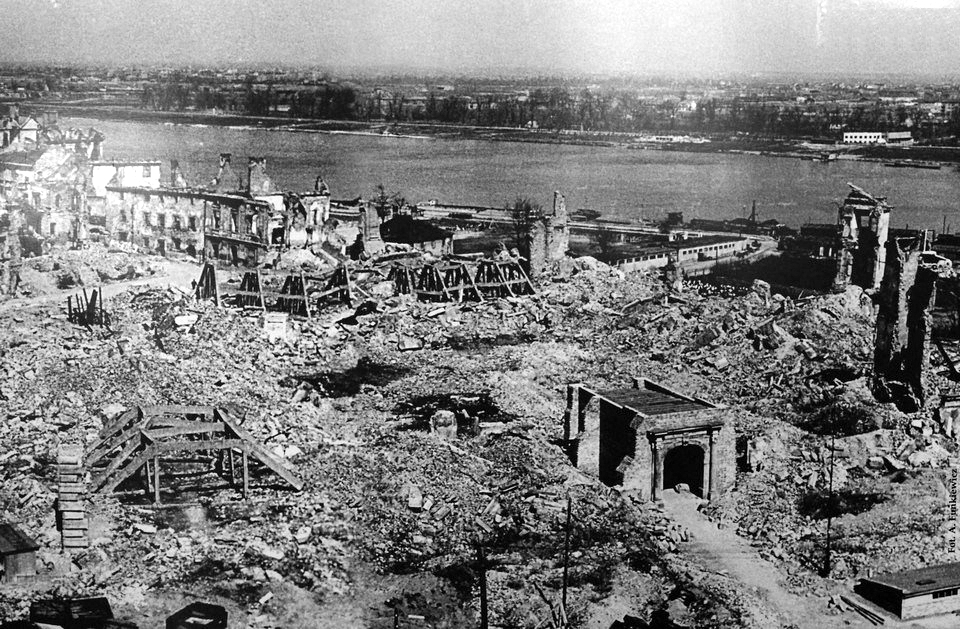
Ruines du château
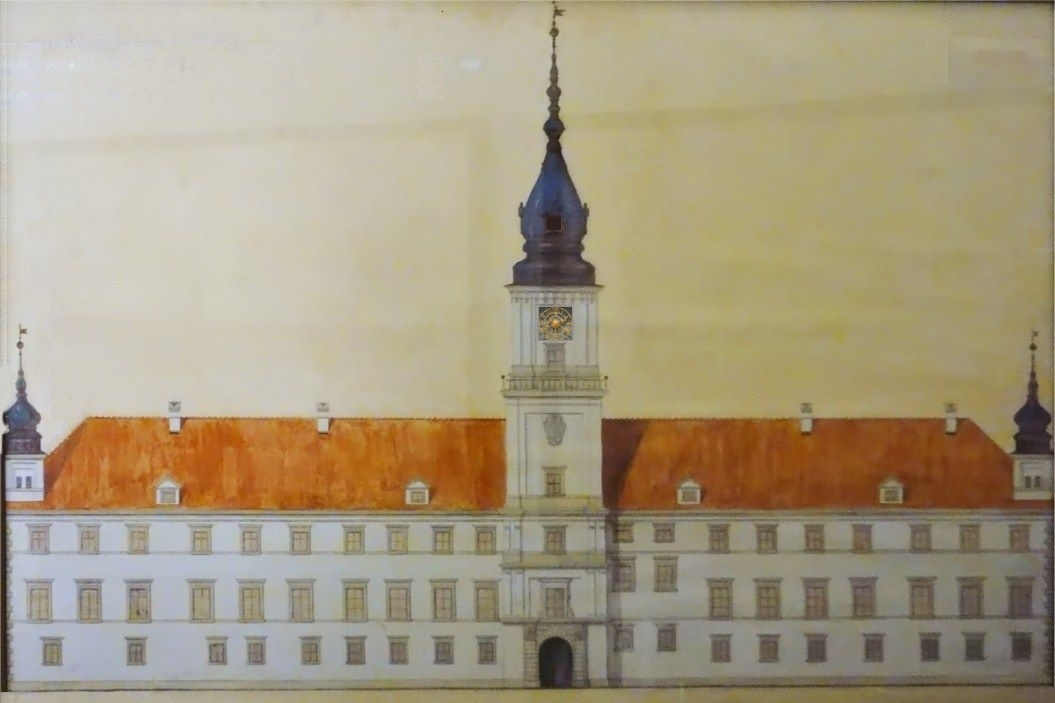
Reconstruction
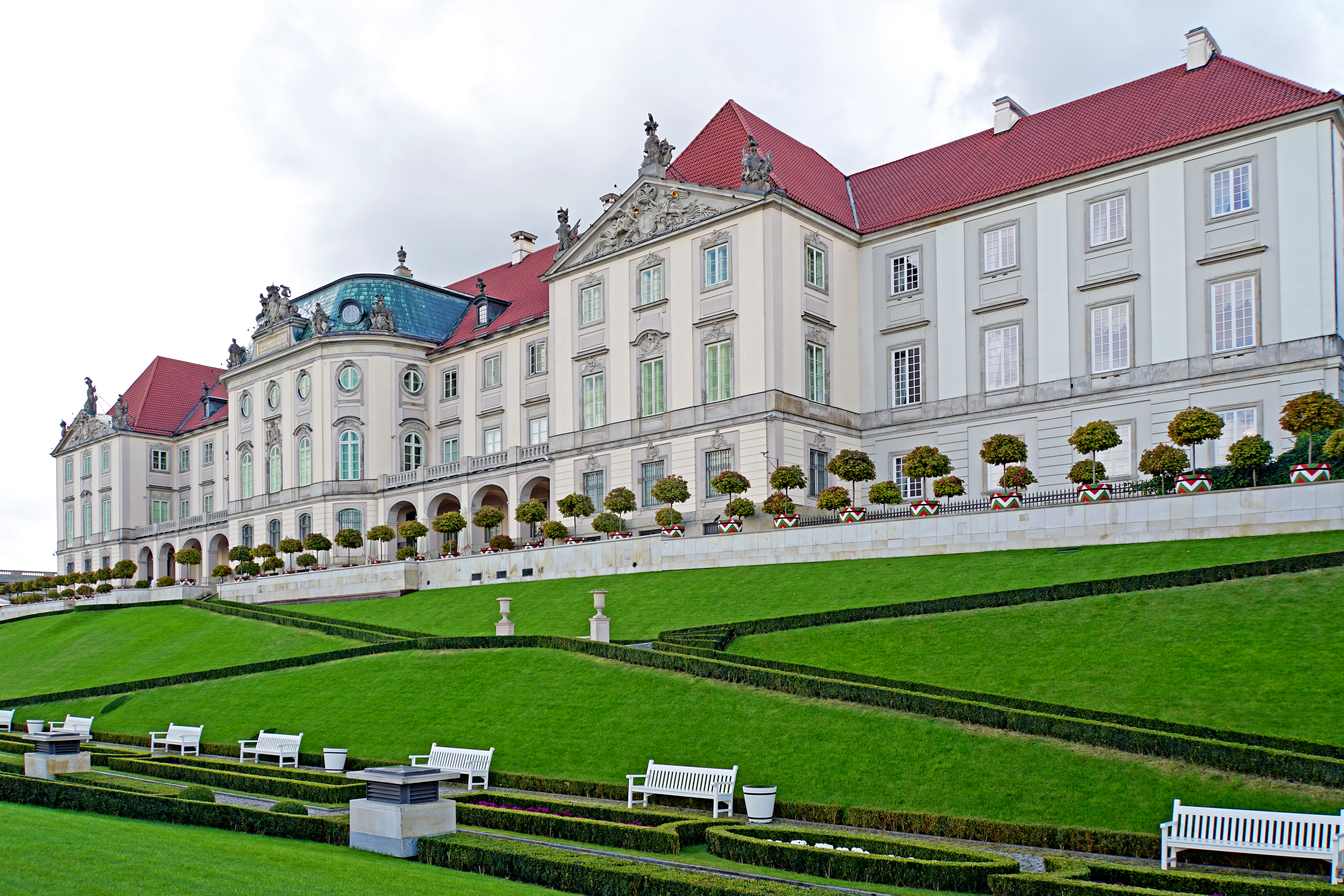
Le château vu des jardins